# Liverpool Football Club 2022-2023
Questa voce raccoglie le informazioni riguardanti il Liverpool Football Club nelle competizioni ufficiali della stagione 2022-2023.

## Stagione
Dopo aver sfiorato la vittoria della Premier League e della Champions League e forti del duplice successo ottenuto nelle coppe nazionali, i Reds confermano sulla panchina il tecnico Jürgen Klopp, che rinnova fino al 2026. La stagione si apre il 30 luglio, con la vittoria, dopo sedici anni, del Community Shield ai danni del Manchester City per 3-1, gara dove debutta e mette a segno la sua prima rete il giovane talento uruguaiano Darwin Núñez, uno dei nuovi acquisti della squadra.
L'inizio della stagione di Premier League si rivela però molto difficile, con due pareggi (2-2 contro il Fulham e 1-1 contro il Crystal Palace) una sconfitta per 2-1 in trasferta contro il Manchester Utd. Seguono quattro risultati utili, ovvero uno strepitoso 9-0 contro il Bournemouth, un 2-1 contro il Newcastle Utd all'ultimo minuto e due pareggi (0-0 contro l'Everton e 3-3 contro il Brighton). Dopo la sconfitta contro l'Arsenal, il Liverpool batte di nuovo il Manchester City per 1-0, poi il West Ham Utd con lo stesso risultato, a cui seguono due sorprendenti sconfitte contro il Nottingham Forest (1-0) e il Leeds Utd (2-1). Le vittorie contro Tottenham (2-1) e Southampton (3-1) sono le ultime prima della sosta dei mondiali in Qatar. Il Liverpool chiude dunque la prima parte di stagione al sesto posto.
Intanto, grazie al secondo posto ottenuto nella stagione precedente, il Livepool disputa ancora una volta la Champions League, e viene sorteggiato nel gruppo A insieme agli italiani del Napoli, agli olandesi dell'Ajax e agli scozzesi dei Rangers. La gara d'esordio in Champions si svolge allo Stadio Diego Armando Maradona a Napoli, e si conclude con una sconfitta per 4-1 contro i partenopei. Il resto del percorso nei gironi si svolge però in discesa: i Reds battono infatti l'Ajax per 2-1, infliggono una duplice sconfitta contro i Rangers (2-0 in casa e 1-7 in trasferta) e sconfiggono di nuovo l'Ajax per 3-0, risultati che consentono loro di raggiungere gli ottavi di finale insieme agli Azzurri. Ad Anfield, nell'ultima giornata dei gironi, i Reds si prendono la loro rivincita battendo il Napoli per 2-0 e lo agganciano a parità punti (15), ma la maggior differenza reti degli Azzurri porta il Liverpool al secondo posto dietro di loro. Agli ottavi, il Liverpool è appaiato ai campioni d'Europa in carica, il Real Madrid,che li elimina dalla competizione.
A seguito dei Mondiali vinti dall'Argentina, i Reds continuano la serie di vittorie contro Aston Villa e Leicester City, serie che però si interrompe a sorpresa con una sconfitta per 3-1 contro il Brentford. Il Liverpool tenta inoltre di ripetersi in EFL Cup, dove al terzo turno ha già battuto il Derby County ai rigori; al quarto turno, però, perde di misura contro il Manchester City per 3-2. In FA Cup, invece, i Reds affrontano il Wolverhampton in casa ad Anfield al terzo turno; il pareggio per 2-2 obbliga entrambe le squadre a un replay, che si tiene il 17 gennaio e si conclude 1-0 per i Reds. Nel calciomercato viene acquistato Cody Gakpo, una delle stelle del Mondiale, dal PSV. Da lì il Liverpool alternerà grandi prestazioni, come il 7-0 rifilato al Manchester United, a gare scadenti come la sconfitta per 3-0 contro gli Wolves e le due gare contro il Real Madrid negli ottavi di Champions, perse l'andata per 5-2 e il ritorno 1-0. Dal 17 aprile il Liverpool però infila sette vittorie consecutive, tra cui un 4-3 al Tottenham, considerata come uno dei migliori incontri calcistici di tutti i tempi. Tuttavia ciò non basterà a evitare di partecipare alla prossima edizione di Europa League: l'ufficialità arriva infatti dopo la vittoria del Manchester United per 4-1 sul Chelsea.

## Maglie e sponsor
Lo sponsor tecnico è Nike, mentre lo sponsor ufficiale è Standard Chartered.
|  | Casa | Trasferta | Terza Divisa |

## Rosa
Rosa, numerazione e ruoli, tratti dal sito ufficiale, sono aggiornati al 28 dicembre 2022.
| N. |                        | Ruolo | Calciatore                   |
| -- | ---------------------- | ----- | ---------------------------- |
| 1  | Brasile (bandiera)     | P     | Alisson Becker               |
| 2  | Inghilterra (bandiera) | D     | Joe Gomez                    |
| 3  | Brasile (bandiera)     | C     | Fabinho                      |
| 4  | Paesi Bassi (bandiera) | D     | Virgil van Dijk              |
| 5  | Francia (bandiera)     | D     | Ibrahima Konaté              |
| 6  | Spagna (bandiera)      | C     | Thiago Alcántara             |
| 7  | Inghilterra (bandiera) | C     | James Milner (vice-capitano) |
| 8  | Guinea (bandiera)      | C     | Naby Keïta                   |
| 9  | Brasile (bandiera)     | A     | Roberto Firmino              |
| 11 | Egitto (bandiera)      | A     | Mohamed Salah                |
| 12 | Inghilterra (bandiera) | D     | Joe Gomez                    |
| 13 | Spagna (bandiera)      | P     | Adrián                       |
| 14 | Inghilterra (bandiera) | C     | Jordan Henderson (capitano)  |
| 15 | Inghilterra (bandiera) | C     | Alex Oxlade-Chamberlain      |
| 17 | Inghilterra (bandiera) | C     | Curtis Jones                 |
| 18 | Paesi Bassi (bandiera) | A     | Cody Gakpo                   |

| N. |                        | Ruolo | Calciatore             |
| -- | ---------------------- | ----- | ---------------------- |
| 19 | Inghilterra (bandiera) | C     | Harvey Elliott         |
| 20 | Portogallo (bandiera)  | A     | Diogo Jota             |
| 21 | Grecia (bandiera)      | D     | Kōstas Tsimikas        |
| 22 | Scozia (bandiera)      | D     | Calvin Ramsay          |
| 23 | Colombia (bandiera)    | A     | Luis Díaz              |
| 26 | Scozia (bandiera)      | D     | Andrew Robertson       |
| 27 | Uruguay (bandiera)     | A     | Darwin Núñez           |
| 28 | Portogallo (bandiera)  | A     | Fábio Carvalho         |
| 29 | Brasile (bandiera)     | C     | Arthur Melo            |
| 32 | Camerun (bandiera)     | D     | Joël Matip             |
| 42 | Inghilterra (bandiera) | C     | Bobby Clark            |
| 46 | Inghilterra (bandiera) | D     | Rhys Williams          |
| 47 | Inghilterra (bandiera) | D     | Nathaniel Phillips     |
| 62 | Irlanda (bandiera)     | P     | Caoimhín Kelleher      |
| 66 | Inghilterra (bandiera) | D     | Trent Alexander-Arnold |
| 72 | Paesi Bassi (bandiera) | D     | Sepp van den Berg      |

## Calciomercato

### Sessione estiva
| Acquisti         | Acquisti       | Acquisti | Acquisti                   |
| R.               | Nome           | da       | Modalità                   |
| ---------------- | -------------- | -------- | -------------------------- |
| D                | Calvin Ramsay  | Aberdeen | definitivo (4,9 milioni €) |
| A                | Fábio Carvalho | Fulham   | definitivo (5,9 milioni €) |
| A                | Darwin Núñez   | Benfica  | definitivo (75 milioni €)  |
| Altre operazioni |                |          |                            |
| R.               | Nome           | da       | Modalità                   |
| C                | Marko Grujić   | Porto    | fine prestito              |

| Cessioni | Cessioni          | Cessioni          | Cessioni                  |
| R.       | Nome              | a                 | Modalità                  |
| -------- | ----------------- | ----------------- | ------------------------- |
| A        | Sadio Mané        | Bayern Monaco     | definitivo (32 milioni €) |
| D        | Neco Williams     | Nottingham Forest | definitivo (20 milioni €) |
| A        | Takumi Minamino   | Monaco            | definitivo (15 milioni €) |
| C        | Marko Grujić      | Porto             | definitivo (9 milioni €)  |
| A        | Divock Origi      | Milan             | svincolato                |
| A        | Sheyi Ojo         | Cardiff City      | svincolato                |
| A        | Benjamin Woodburn | Preston N.E.      | svincolato                |
| P        | Loris Karius      | Newcastle United  | svincolato                |

## Risultati

### Premier League

#### Girone di andata
| Arbitro: | Madley |

|                          |           |                     |
| Mitrović 32’, 72’ (rig.) | Marcatori | 64’ Núñez 80’ Salah |

| Arbitro: | Tierney |

|          |           |          |
| Díaz 61’ | Marcatori | 32’ Zaha |

| Arbitro: | Oliver |

|                         |           |           |
| Sancho 16’ Rashford 53’ | Marcatori | 81’ Salah |

| Arbitro: | Attwell |

| |           |  |
| Díaz 3’, 85’ Elliott 6’ Alexander-Arnold 28’ Firmino 31’, 62’ van Dijk 45’ Mepham 46’ (aut.) Carvalho 80’ | Marcatori |  |

| Arbitro: | Marriner |

|                            |           |          |
| Firmino 61’ Carvalho 90+8’ | Marcatori | 32’ Isak |

| Liverpool 3 settembre 2022, ore 12:30 WEST 6ª giornata | Everton | 0 – 0 referto | Liverpool | Goodison Park (39 240 spett.)\| Arbitro: \| Taylor \| |
| Arbitro:                                               | Taylor  |               |           |                                                       |

| Arbitro: | Tierney |

|                        |           |  |
| van Dijk 73’ Salah 77’ | Marcatori |  |

| Londra 4 aprile 2023, ore 16:30 WEST 8ª giornata | Chelsea | 0 – 0 referto | Liverpool | Stamford Bridge (40 093 spett.)\| Arbitro: \| Taylor \| |
| Arbitro:                                         | Taylor  |               |           |                                                         |

| Arbitro: | Madley |

|                                     |           |                       |
| Firmino 33’, 54’ Webster 63’ (aut.) | Marcatori | 4’, 17’, 83’ Trossard |

| Arbitro: | Oliver |

|                                      |           |                       |
| Martinelli 1’ Saka 45+5’, 76’ (rig.) | Marcatori | 34’ Núñez 53’ Firmino |

| Arbitro: | Taylor |

|           |           |  |
| Salah 76’ | Marcatori |  |

| Arbitro: | Attwell |

|           |           |  |
| Núñez 22’ | Marcatori |  |

| Arbitro: | Tierney |

|             |           |  |
| Awoniyi 55’ | Marcatori |  |

| Arbitro: | Oliver |

|           |           |                            |
| Salah 14’ | Marcatori | 4’ Rodrigo 89’ Summerville |

| Arbitro: | Madley |

|          |           |                |
| Kane 70’ | Marcatori | 11’, 40’ Salah |

| Arbitro: | Hooper |

|                           |           |          |
| Firmino 6’ Núñez 21’, 42’ | Marcatori | 9’ Adams |

| Arbitro: | Tierney |

|             |           |                                    |
| Watkins 59’ | Marcatori | 5’ Salah 37’ van Dijk 81’ Bajčetić |

| Arbitro: | Pawson |

|                             |           |                  |
| Faes 38’ (aut.), 45’ (aut.) | Marcatori | 4’ Dewsbury-Hall |

| Arbitro: | Attwell |

|                                        |           |                        |
| Konaté 19’ (aut.) Wissa 42’ Mbeumo 84’ | Marcatori | 50’ Oxlade-Chamberlain |

#### Girone di ritorno
| Arbitro: | England |

|                            |           |  |
| March 47’, 53’ Welbeck 81’ | Marcatori |  |

| Liverpool 21 gennaio 2023, ore 12:30 WEST 21ª giornata | Liverpool | 0 – 0 referto | Chelsea | Anfield (53 126 spett.)\| Arbitro: \| Oliver \| |
| Arbitro:                                               | Oliver    |               |         |                                                 |

| Arbitro: | Tierney |

|                                      |           |  |
| Matip 5’ (aut.) Dawson 12’ Neves 71’ | Marcatori |  |

| Arbitro: | Hooper |

|                     |           |  |
| Salah 36’ Gakpo 49’ | Marcatori |  |

| Arbitro: | Taylor |

|  |           |                     |
|  | Marcatori | 10’ Núñez 17’ Gakpo |

| Croydon 25 febbraio 2023, ore 19:45 WEST 25ª giornata | Crystal Palace | 0 – 0 referto | Liverpool | Selhurst Park (25 842 spett.)\| Arbitro: \| England \| |
| Arbitro:                                              | England        |               |           |                                                        |

| Arbitro: | Madley |

|                                                          |           |  |
| Gakpo 43’, 50’ Núñez 47’, 75’ Salah 66’, 83’ Firmino 88’ | Marcatori |  |

| Arbitro: | Brooks |

|             |           |  |
| Billing 28’ | Marcatori |  |

| Arbitro: | Attwell |

|                  |           |  |
| Salah 39’ (rig.) | Marcatori |  |

| Arbitro: | Hooper |

|                                                     |           |           |
| Álvarez 27’ De Bruyne 46’ Gündoğan 53’ Grealish 74’ | Marcatori | 17’ Salah |

| Arbitro: | Tierney |

|                       |           |                         |
| Salah 42’ Firmino 87’ | Marcatori | 8’ Martinelli 28’ Jesus |

| Arbitro: | Pawson |

|                |           |                                                  |
| Sinisterra 47’ | Marcatori | 35’ Gakpo 39’, 64’ Salah 52’, 73’ Jota 90’ Núñez |

| Arbitro: | Oliver |

|                         |           |                              |
| Jota 47’, 55’ Salah 70’ | Marcatori | 51’ Williams 67’ Gibbs-White |

| Arbitro: | Kavanagh |

|             |           |                     |
| Paquetá 12’ | Marcatori | 18’ Gakpo 67’ Matip |

| Arbitro: | Tierney |

|                                              |           |                                    |
| Jones 3’ Díaz 5’ Salah 15’ (rig.) Jota 90+4’ | Marcatori | 39’ Kane 77’ Son 90+3’ Richarlison |

| Arbitro: | Taylor |

|           |           |  |
| Salah 13’ | Marcatori |  |

| Arbitro: | Pawson |

|  |           |                                     |
|  | Marcatori | 33’, 36’ Jones 71’ Alexander-Arnold |

| Arbitro: | Brooks |

|             |           |            |
| Firmino 89’ | Marcatori | 27’ Ramsey |

| Arbitro: | England |

|                                                 |           |                                     |
| Ward-Prowse 19’ Sulemana 28’, 47’ Armstrong 64’ | Marcatori | 10’, 73’ Jota 14’ Firmino 72’ Gakpo |

### FA Cup
| Arbitro: | Madley |

|                     |           |                      |
| Núñez 45’ Salah 52’ | Marcatori | 26’ Guedes 66’ Hwang |

| Arbitro: | Marriner |

|  |           |             |
|  | Marcatori | 13’ Elliott |

| Arbitro: | Coote |

|                       |           |             |
| Dunk 39’ Mitoma 90+2’ | Marcatori | 30’ Elliott |

### League Cup
| Arbitro: | Tony Harrington |

|                                                   |                      |                                            |
| Bajcetic Oxlade-Chamberlain Firmino Núñez Elliott | Tiri di rigore 3 – 2 | McGoldrick Hourihane Forsyth Sibley Dobbin |

| Arbitro: | Coote (Nottinghamshire) |

|                                |           |                        |
| Haaland 10’ Mahrez 47’ Aké 58’ | Marcatori | 20’ Carvalho 48’ Salah |

### UEFA Champions League

#### Fase a gironi
| Arbitro: | Del Cerro Grande |

|                                                   |           |          |
| Zieliński 5’ (rig.), 47’ Anguissa 31’ Simeone 44’ | Marcatori | 49’ Díaz |

| Arbitro: | Soares Dias |

|                     |           |           |
| Salah 17’ Matip 89’ | Marcatori | 27’ Kudus |

| Arbitro: | Turpin |

|                                      |           |  |
| Alexander-Arnold 7’ Salah 53’ (rig.) | Marcatori |  |

| Arbitro: | Vinčić |

|             |           |                                                            |
| Arfield 17’ | Marcatori | 24’, 55’ Firmino 66’ Núñez 76’, 80’, 81’ Salah 89’ Elliott |

| Arbitro: | Sánchez Martínez |

|  |           |                                 |
|  | Marcatori | 42’ Salah 49’ Núñez 52’ Elliott |

| Arbitro: | Stieler |

|                       |           |  |
| Salah 85’ Núñez 90+8’ | Marcatori |  |

#### Fase a eliminazione diretta
| Arbitro: | Kovács |

|                    |           |                                                |
| Núñez 4’ Salah 14’ | Marcatori | 21’, 36’ Vinícius 47’ Militão 55’, 67’ Benzema |

| Arbitro: | Zwayer |

|             |           |  |
| Benzema 78’ | Marcatori |  |

### FA Community Shield
| Arbitro: | Craig Pawson |

|                                                   |           |             |
| Alexander-Arnold 21’ Salah 83’ (rig.) Núñez 90+4’ | Marcatori | 70’ Álvarez |

## Statistiche

### Statistiche di squadra
Statistiche aggiornate al 28 maggio 2023.
| Competizione     | Punti | In casa | In casa | In casa | In casa | In casa | In casa | In trasferta | In trasferta | In trasferta | In trasferta | In trasferta | In trasferta | Totale | Totale | Totale | Totale | Totale | Totale | DR  |
| Competizione     | Punti | G       | V       | N       | P       | Gf      | Gs      | G            | V            | N            | P            | Gf           | Gs           | G      | V      | N      | P      | Gf     | Gs     | DR  |
| ---------------- | ----- | ------- | ------- | ------- | ------- | ------- | ------- | ------------ | ------------ | ------------ | ------------ | ------------ | ------------ | ------ | ------ | ------ | ------ | ------ | ------ | --- |
| Premier League   | 67    | 19      | 13      | 5       | 1       | 46      | 17      | 19           | 6            | 5            | 8            | 29           | 30           | 38     | 19     | 10     | 9      | 75     | 47     | +28 |
| FA Cup           | -     | 1       | 0       | 1       | 0       | 2       | 2       | 2            | 1            | 0            | 1            | 2            | 2            | 3      | 1      | 1      | 1      | 4      | 3      | +1  |
| League Cup       | -     | 1       | 0       | 1       | 0       | 0       | 0       | 1            | 0            | 0            | 1            | 2            | 3            | 2      | 0      | 1      | 1      | 2      | 3      | -1  |
| Champions League | 15    | 4       | 3       | 0       | 1       | 8       | 6       | 3            | 2            | 0            | 1            | 11           | 5            | 7      | 5      | 0      | 2      | 19     | 11     | +8  |
| Community Shield | -     | 0       | 0       | 0       | 0       | 0       | 0       | 0            | 0            | 0            | 0            | 0            | 0            | 1      | 1      | 0      | 0      | 3      | 1      | +2  |
| Totale           | -     | 25      | 16      | 7       | 2       | 56      | 25      | 25           | 8            | 5            | 11           | 44           | 40           | 51     | 26     | 12     | 13     | 103    | 65     | +38 |

### Andamento in campionato
| Giornata  | 1  | 2  | 3  | 4 | 5 | 6 | 7 | 8 | 9 | 10 | 11 | 12 | 13 | 14 | 15 | 16 | 17 | 18 | 19 | 20 | 21 | 22 | 23 | 24 | 25 | 26 | 27 | 28 | 29 | 30 | 31 | 32 | 33 | 34 | 35 | 36 | 37 | 38 |
| --------- | -- | -- | -- | - | - | - | - | - | - | -- | -- | -- | -- | -- | -- | -- | -- | -- | -- | -- | -- | -- | -- | -- | -- | -- | -- | -- | -- | -- | -- | -- | -- | -- | -- | -- | -- | -- |
| Luogo     | T  | C  | T  | C | C | T | C | T | C | T  | C  | C  | T  | C  | T  | C  | T  | C  | T  | T  | C  | T  | C  | T  | T  | C  | T  | C  | T  | C  | T  | C  | T  | C  | C  | T  | C  | T  |
| Risultato | N  | N  | P  | V | V | N | V | N | N | P  | V  | V  | P  | P  | V  | V  | V  | V  | P  | P  | N  | P  | V  | V  | N  | V  | P  | V  | P  | N  | V  | V  | V  | V  | V  | V  | N  | N  |
| Posizione | 12 | 12 | 16 | 9 | 6 | 7 | 6 | 8 | 9 | 10 | 8  | 7  | 8  | 9  | 8  | 6  | 6  | 6  | 6  | 9  | 9  | 10 | 9  | 7  | 7  | 6  | 7  | 5  | 8  | 8  | 8  | 7  | 6  | 5  | 5  | 5  | 5  | 5  |

Legenda:

Luogo: C = Casa; T = Trasferta. Risultato: V = Vittoria; N = Pareggio; P = Sconfitta.

### Statistiche individuali
| Giocatore             | Premier League | Premier League | Premier League | Premier League | FA Cup+EFL Cup | FA Cup+EFL Cup | FA Cup+EFL Cup | FA Cup+EFL Cup | Community Shield | Community Shield | Community Shield | Community Shield | Champions League | Champions League | Champions League | Champions League | Totale   | Totale | Totale      | Totale     |
| Giocatore             | Presenze       | Reti           | Ammonizioni    | Espulsioni     | Presenze       | Reti           | Ammonizioni    | Espulsioni     | Presenze         | Reti             | Ammonizioni      | Espulsioni       | Presenze         | Reti             | Ammonizioni      | Espulsioni       | Presenze | Reti   | Ammonizioni | Espulsioni |
| --------------------- | -------------- | -------------- | -------------- | -------------- | -------------- | -------------- | -------------- | -------------- | ---------------- | ---------------- | ---------------- | ---------------- | ---------------- | ---------------- | ---------------- | ---------------- | -------- | ------ | ----------- | ---------- |
| Adrián                | 0              | 0              | 0              | 0              | 0              | 0              | 0              | 0              | 1                | -1               | 0                | 0                | 0                | 0                | 0                | 0                | 1        | -1     | 0           | 0          |
| T. Alexander-Arnold   | 37             | 2              | 5              | 0              | 2+0            | 0              | 0              | 0              | 1                | 1                | 0                | 0                | 7                | 1                | 2                | 0                | 47       | 4      | 7           | 0          |
| Alisson               | 37             | -43            | 1              | 0              | 2+0            | -4             | 0              | 0              | 0                | 0                | 0                | 0                | 8                | -12              | 0                | 0                | 47       | -59    | 1           | 0          |
| Arthur                | 0              | 0              | 0              | 0              | 0              | 0              | 0              | 0              | 0                | 0                | 0                | 0                | 1                | 0                | 0                | 0                | 1        | 0      | 0           | 0          |
| S. Bajčetić           | 11             | 1              | 2              | 0              | 2+2            | 0              | 1+1            | 0              | 0                | 0                | 0                | 0                | 4                | 0                | 0                | 0                | 19       | 1      | 4           | 0          |
| F. Carvalho           | 13             | 2              | 0              | 0              | 1+2            | 0+1            | 0              | 0              | 1                | 0                | 0                | 0                | 4                | 0                | 0                | 0                | 21       | 3      | 0           | 0          |
| B. Clark              | 1              | 0              | 0              | 0              | 0+1            | 0              | 0              | 0              | 0                | 0                | 0                | 0                | 0                | 0                | 0                | 0                | 2        | 0      | 0           | 0          |
| L. Díaz               | 17             | 4              | 2              | 0              | 0              | 0              | 0              | 0              | 1                | 0                | 0                | 0                | 3                | 1                | 0                | 0                | 21       | 5      | 2           | 0          |
| Diogo Jota            | 22             | 7              | 2              | 0              | 0              | 0              | 0              | 0              | 0                | 0                | 0                | 0                | 6                | 0                | 0                | 0                | 28       | 7      | 2           | 0          |
| B. Doak               | 2              | 0              | 0              | 0              | 2+1            | 0              | 0              | 0              | 0                | 0                | 0                | 0                | 0                | 0                | 0                | 0                | 5        | 0      | 0           | 0          |
| H. Elliott            | 32             | 1              | 2              | 0              | 3+2            | 2+0            | 0              | 0              | 1                | 0                | 0                | 0                | 8                | 2                | 1                | 0                | 46       | 5      | 3           | 0          |
| Fabinho               | 36             | 0              | 11             | 0              | 3+1            | 0              | 1+1            | 0              | 1                | 0                | 0                | 0                | 8                | 0                | 0                | 0                | 49       | 0      | 13          | 0          |
| R. Firmino            | 25             | 11             | 0              | 0              | 0+1            | 0              | 0              | 0              | 1                | 0                | 0                | 0                | 8                | 2                | 0                | 0                | 35       | 13     | 0           | 0          |
| M. Frauendorf         | 0              | 0              | 0              | 0              | 0+1            | 0              | 0              | 0              | 0                | 0                | 0                | 0                | 0                | 0                | 0                | 0                | 1        | 0      | 0           | 0          |
| C. Gakpo              | 21             | 7              | 0              | 0              | 3              | 0              | 0              | 0              | -                | -                | -                | -                | 2                | 0                | 0                | 0                | 26       | 7      | 0           | 0          |
| J. Gomez              | 21             | 0              | 3              | 0              | 3+2            | 0              | 1+0            | 0              | 0                | 0                | 0                | 0                | 5                | 0                | 1                | 0                | 31       | 0      | 5           | 0          |
| J. Henderson          | 35             | 0              | 2              | 0              | 2+1            | 0              | 0              | 0              | 1                | 0                | 0                | 0                | 4                | 0                | 0                | 0                | 43       | 0      | 2           | 0          |
| C. Jones              | 18             | 3              | 2              | 0              | 2+0            | 0              | 0              | 0              | 1                | 0                | 0                | 0                | 2                | 0                | 0                | 0                | 23       | 3      | 2           | 0          |
| N. Keita              | 8              | 0              | 1              | 0              | 3+1            | 0              | 0+1            | 0              | 1                | 0                | 0                | 0                | 0                | 0                | 0                | 0                | 13       | 0      | 2           | 0          |
| C. Kelleher           | 1              | -4             | 0              | 0              | 1+2            | -3             | 0              | 0              | 0                | 0                | 0                | 0                | 0                | 0                | 0                | 0                | 4        | -7     | 0           | 0          |
| I. Konaté             | 18             | 0              | 5              | 0              | 3+0            | 0              | 1+0            | 0              | 0                | 0                | 0                | 0                | 3                | 0                | 1                | 0                | 24       | 0      | 7           | 0          |
| J. Matip              | 14             | 1              | 3              | 0              | 1+1            | 0              | 0              | 0              | 1                | 0                | 0                | 0                | 4                | 1                | 1                | 0                | 21       | 2      | 4           | 0          |
| J. Milner             | 31             | 0              | 2              | 0              | 2+1            | 0              | 0              | 0              | 1                | 0                | 0                | 0                | 8                | 0                | 1                | 0                | 43       | 0      | 3           | 0          |
| D. Núñez              | 29             | 9              | 1              | 1              | 2+2            | 1+0            | 0              | 0              | 1                | 1                | 1                | 0                | 8                | 4                | 1                | 0                | 42       | 15     | 3           | 1          |
| A. Oxlade-Chamberlain | 9              | 1              | 0              | 0              | 1+2            | 0              | 0              | 0              | 0                | 0                | 0                | 0                | 1                | 0                | 0                | 0                | 13       | 1      | 0           | 0          |
| N. Phillips           | 2              | 0              | 0              | 0              | 1+2            | 0              | 1+0            | 0              | 0                | 0                | 0                | 0                | 0                | 0                | 0                | 0                | 5        | 0      | 1           | 0          |
| C. Ramsey             | 0              | 0              | 0              | 0              | 0+1            | 0              | 0              | 0              | 0                | 0                | 0                | 0                | 1                | 0                | 0                | 0                | 2        | 0      | 0           | 0          |
| A. Robertson          | 34             | 0              | 3              | 0              | 2+1            | 0              | 1+0            | 0              | 1                | 0                | 0                | 0                | 5                | 0                | 0                | 0                | 43       | 0      | 4           | 0          |
| M. Salah              | 38             | 19             | 2              | 0              | 3+1            | 1+1            | 0              | 0              | 1                | 1                | 0                | 0                | 8                | 8                | 0                | 0                | 51       | 30     | 2           | 0          |
| L. Stewart            | 0              | 0              | 0              | 0              | 0+1            | 0              | 0              | 0              | 0                | 0                | 0                | 0                | 0                | 0                | 0                | 0                | 1        | 0      | 0           | 0          |
| Thiago Alcántara      | 18             | 0              | 2              | 0              | 3+1            | 0              | 1+0            | 0              | 1                | 0                | 0                | 0                | 5                | 0                | 0                | 0                | 28       | 0      | 3           | 0          |
| K. Tsimikas           | 20             | 0              | 3              | 0              | 1+1            | 0              | 0              | 0              | 0                | 0                | 0                | 0                | 6                | 0                | 1                | 0                | 28       | 0      | 4           | 0          |
| V. Van Dijk           | 32             | 3              | 3              | 0              | 0              | 0              | 0              | 0              | 1                | 0                | 0                | 0                | 8                | 0                | 1                | 0                | 41       | 3      | 4           | 0          |